# Hegid
Hegid es una marca francesa de relojería de lujo creada en 2015 por Henrick Gauché, su hermano Grégory Gauché y Emeric Delalandre. La empresa tiene su sede en París (Francia) y diseña relojes mecánicos personalizables que incluyen complicaciones. La firma se ha expandido con productos no relacionados con la relojería desde 2019.

## Historia
La firma se fundó en 2015 y, después de tres años de investigación y desarrollo, presentó un reloj con una complicación patentada.
El concepto de esta invención es hacer que la relojería mecánica sea más duradera, permitiendo separar el movimiento mecánico de la forma y del estilo de un reloj. La cápsula (caja, movimiento, esfera, agujas, corona y cristal) de un reloj Hegid se puede adaptar en pocos segundos y sin herramientas a elementos de estilo intercambiables: la caja y el brazalete del reloj. Esta idea es posible gracias a la tecnología de liberación rápida patentada por la marca “EVOL”, a veces llamada “Capslock”
El diseño, fabricación, montaje y acabado de los relojes Hegid se llevan a cabo en Francia, entre Besanzón y Morteau. Los movimientos de los relojes Hegid se fabrican en Suiza, en La Chaux-de-Fonds.
En 2019, Jerôme Coste se unió a Hegid como director artístico. Los relojes Hegid a menudo se comparan con juguetes de lujo para hombres, en el límite entre la técnica relojera de vanguardia y la creatividad del mundo de la moda.